# Arjeplog (comuna)
Arjeplog (em sueco: Arjeplogs kommun) é uma comuna da Suécia localizada no sudoeste do condado de Norrbotten, partilhando de fronteira com a Noruega. Sua capital é a cidade de Arjeplog. Possui 12 558 quilômetros quadrados e segundo censo de 2018, havia 2 794 habitantes.
É a comuna com mais lagos e cursos de água da Suécia - 8 727, ou seja 2,5 por habitante.
É uma ”zona administrativa de língua lapónica” (Förvaltningsområdet för samiska språket), onde existem direitos linguísticos reforçados para a minoria étnica dos lapões.

É atravessada pela estrada nacional 95, conhecida como a "estrada da prata", ligando a cidade costeira de Skellefteå à fronteira com a Noruega em Merkenisvuopmekietje e continuando até Bodø.

Comuna de Arjeplog
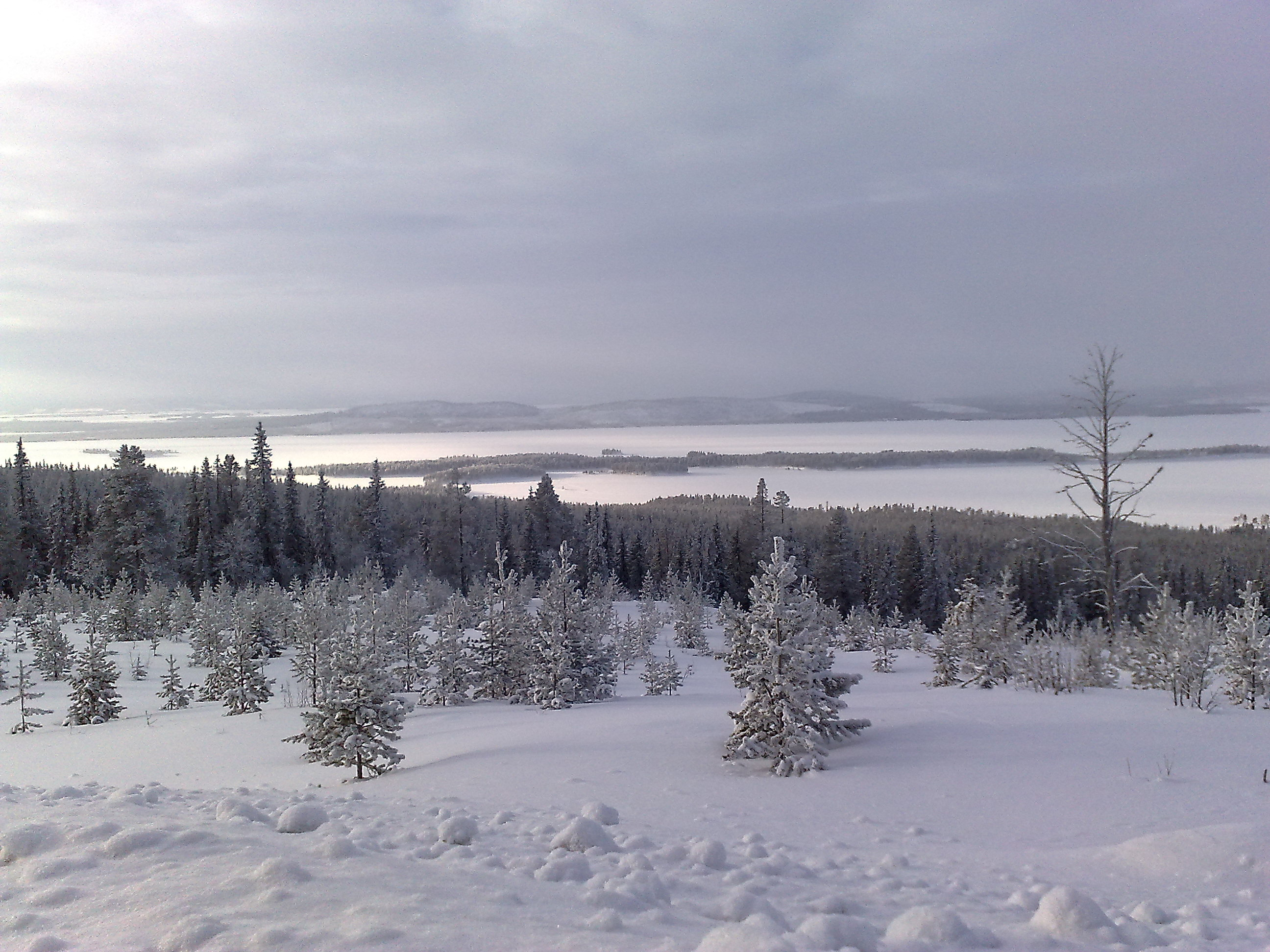
A comuna vista de Galtispuoda
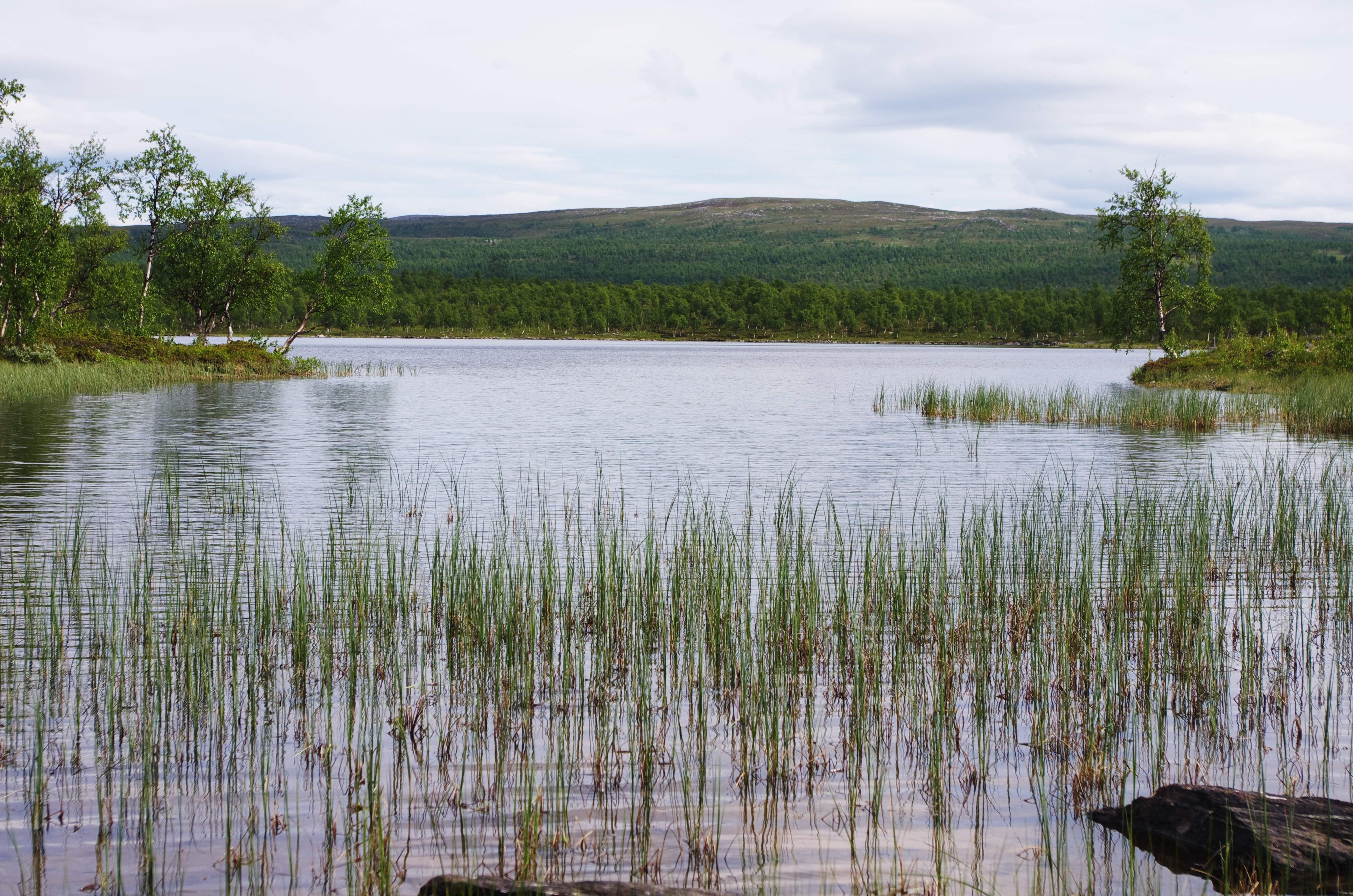
O lago de Ruoutejaure
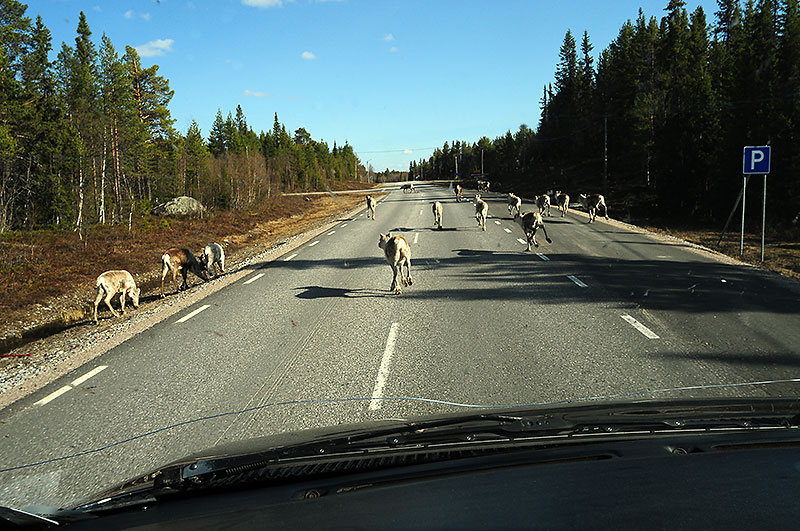
A "estrada da prata", partilhada com as renas
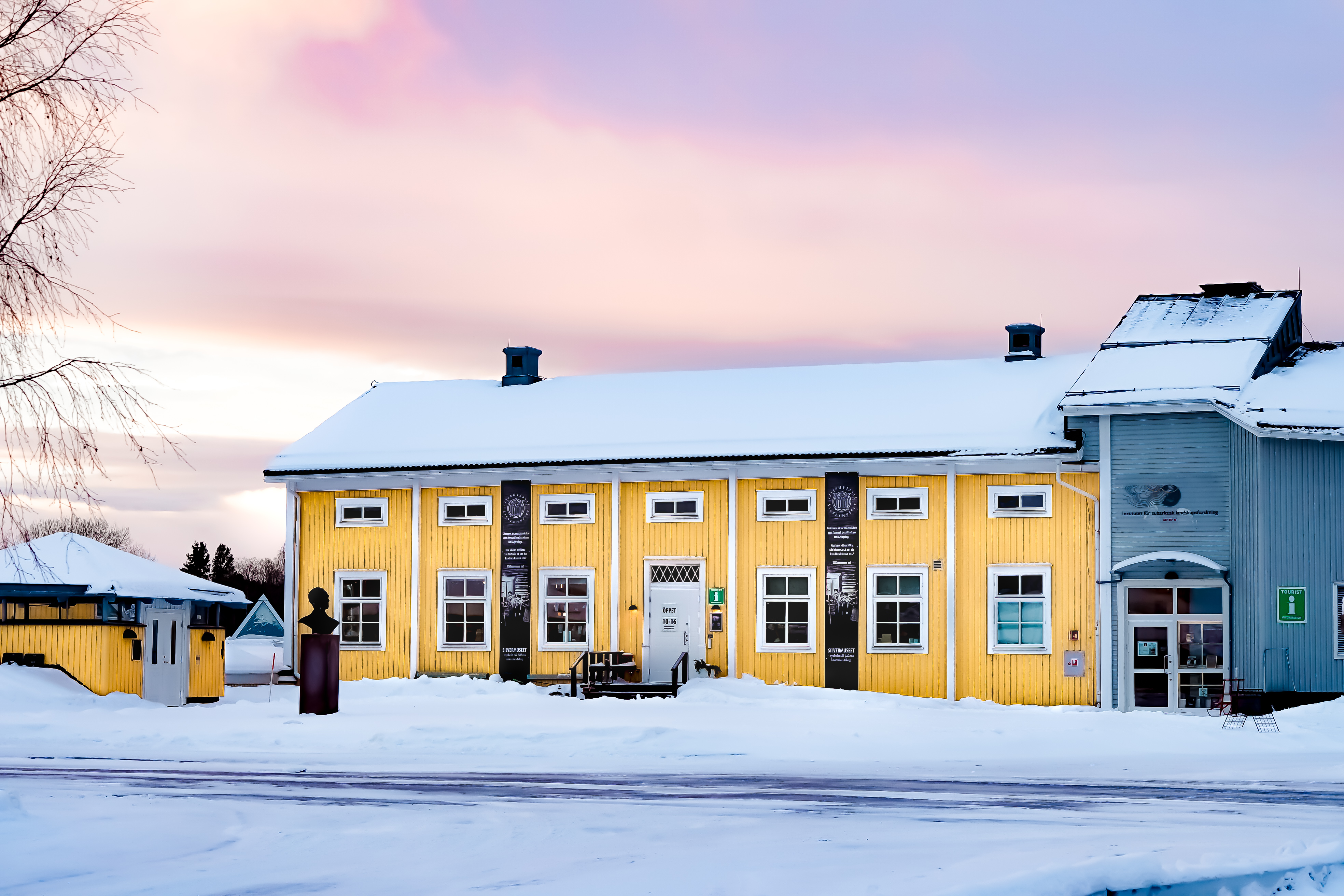
O Museu da Prata em Arjeplog